# Shelter (Band)
Shelter ist eine US-amerikanische Post-Hardcore/Melodic-Hardcore-Band aus New York City.

## Geschichte
1990 lösten sich Youth of Today auf. Ray Cappo, Sänger und Texter der Gruppe, löste sich aus der Hardcore-Punk-Szene, die er genauso wie die Straight-Edge-Bewegung, entscheidend mitgeprägt hatte. Er verkaufte außerdem sein Label Revelation Records und widmete sich ausschließlich der Krishna-Religion. Nach einer Sinnsuche in einem Ashram in Vrindavan lernte er die Lehren des Gaudiya Vaishnava. Zurück in Boston gründete er die Gruppe Shelter, die in unterschiedlichen Line-ups seit 1990 existiert.
Die Debüt-LP Perfection of Desire wurde 1990 mit Hilfe des bekannten Hardcore-Produzenten Don Fury aufgenommen. Das Album ist noch sehr von Youth of Today geprägt und entstand unter Mitwirkung von Mitgliedern der Gruppe 76% Uncertain, mit denen Cappo bereits 1983 als Reflex from Pain aktiv war. Tom Capone (Gitarre), der einzige neue Musiker, sollte später mit Quicksand und Bold recht erfolgreich sein. Quest for Certainity (1992) bewegte sich sehr im Melodic Hardcore und im US-amerikanischen Hard Rock. Aufgrund der Beschäftigung mit dem Hinduismus und dem Einfluss indischer Musik wurde die Musik der Band als Krishnacore bezeichnet. Cappo setzte hier verstärkt melodiösen Gesang ein. Mit After Forever ist außerdem eine Black-Sabbath-Coverversion vertreten. Mit John Porcelly (ex-Youth of Today, Judge) schloss sich ein alter Weggefährte Cappos Shelter an. Eine US-Tournee mit The Mighty Mighty Bosstones und Green Day folgte dem 1993er Album Attaining the Supreme.
Mantra erschien 1995 auf Roadrunner Records. Das Album enthält sowohl klassische Hardcore-Hymnen als auch Pop-Punk im Stile von The Offspring oder Green Day. Ein Video von Here We Go Again kam sogar ins Airplay von MTV. Es folgte eine Tour mit Earth Crisis und eine im Vorprogramm der reformierten Sex Pistols. Bei den letzteren Konzerten, die auch in Deutschland stattfanden, wurden Shelter ausgebuht und mit Bechern beworfen.
Ein schwerer Verkehrsunfall mit ihrem Van sorgte für den Ausfall einiger Konzerte auf einer Tour im Vorprogramm von No Doubt und Goldfinger. 1997 erschien Beyond Planet Earth, das noch eingängiger als seine Vorgänger ausfiel und einige Ska- und Industrial-Elemente in die Musik brachte. Der neuartige Musikstil konnte allerdings nicht die nötigen Verkaufszahlen erreichen und so musste sich Shelter von Roadrunner Records wieder trennen. Im Jahr 2000 erschien das zunächst selbstfinanzierte Album When 20 Summers Pass, das später von Victory Records (USA) und Century Media (Europa) neu aufgelegt wurde. Das Album ist wieder stärker am Hardcore orientiert. 2001, nach The Purpose, The Passion löste sich die Gruppe auf, Ray Cappo kehrte dem Krishna-Glauben erst einmal wieder den Rücken zu und versuchte sich mit Better Than a Thousand wieder als Hardcore-Sänger.
2006 erschien über Good Life Recordings ein Reunion-Album mit dem Titel Eternal, das aus überwiegend älteren, bisher unveröffentlichten Songs besteht.

## Diskografie
- 1990: No Compromise 7" (Equal Vision Records)
- 1990: Perfection of Desire (Revelation Records)
- 1991: In Defense of Reality 7" (Equal Vision Records)
- 1992: Quest for Certainty (Equal Vision Records)
- 1993: Attaining the Supreme (Equal Vision Records)
- 1995: Mantra (Roadrunner Records)
- 1997: Beyond Planet Earth (Roadrunner Records)
- 1998: Chanting & Meditations (Krishna Core)
- 2000: When 20 Summers Pass (Victory Records)
- 2001: The Purpose, The Passion (Supersoul)
- 2006: Eternal (Good Life Recordings)